# Schwenower Forst Ergänzung
Schwenower Forst Ergänzung este o arie protejată (arie specială de conservare — SAC, sit de importanță comunitară — SCI) din Germania întinsă pe o suprafață de 29,17 ha, integral pe uscat.

## Localizare
Centrul sitului Schwenower Forst Ergänzung este situat la coordonatele 52°09′52″N 14°02′30″E / 52.1644°N 14.0417°E.

## Înființare
Situl Schwenower Forst Ergänzung a fost declarat sit de importanță comunitară în martie 2004 pentru a proteja 2 specii de animale. Situl a fost protejat și ca arie specială de conservare în decembrie 2016.

## Biodiversitate
Situată în ecoregiunea continentală, aria protejată nu include niciun habitat protejat.
La baza desemnării sitului se află mai multe specii protejate de  amfibieni (2): buhai de baltă cu burta roșie (Bombina bombina), triton cu creastă (Triturus cristatus).